# Alle Sjæles Dag
Alle Sjæles Dag er en romerskkatolsk højtid og fejres den 2. november. Frem for alt fokuserer man på de afdøde slægtninge. Dagen falder på dagen efter allehelgensdag, hvor man fejrer helgener, som allerede er frelste. På Alle Sjæles Dag fokuserer man altså på dem, som endnu ikke er frelste, på dem som endnu ikke med sikkerhed befinder sig i himmerigets herlighed. Dette hænger sammen med den romerskkatolske tro på skærsilden; at mennesker, der er døde med troen på Jesus, behøver et stadium af renselse, inden de kan møde Gud i den blændende skønhed i Paradis.